# Julius Söhn

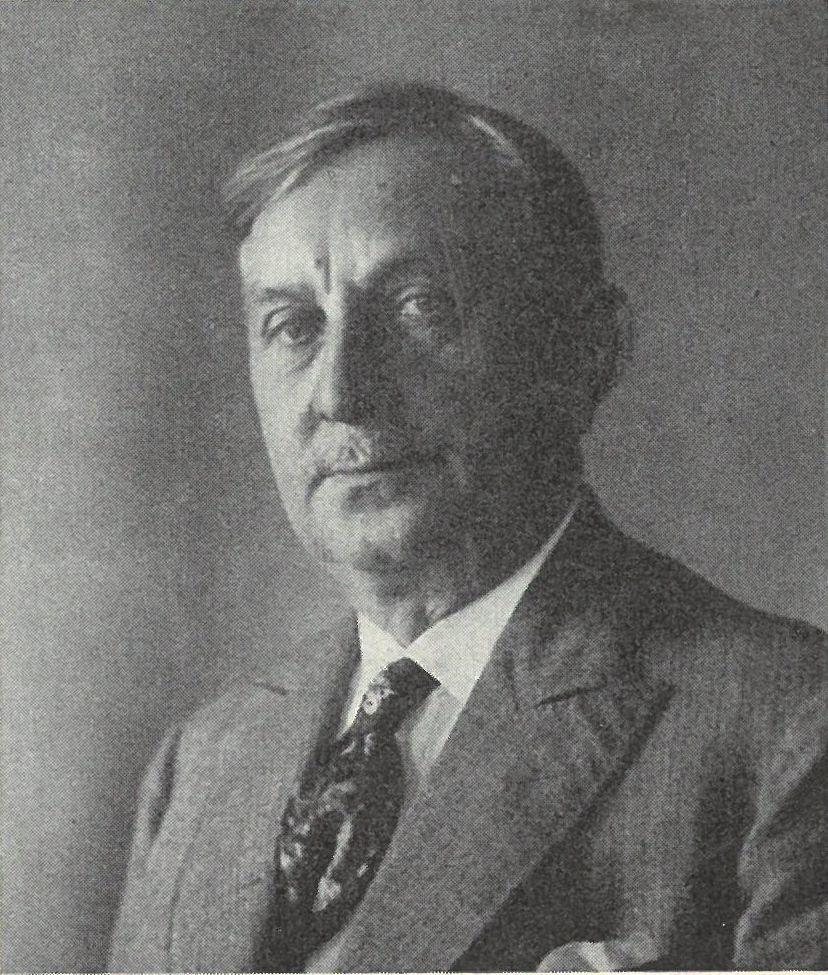
Selbstporträt, um 1930

Geschäft Julius Söhn an der Kasernenstraße 22 in Düsseldorf (vor 1918)

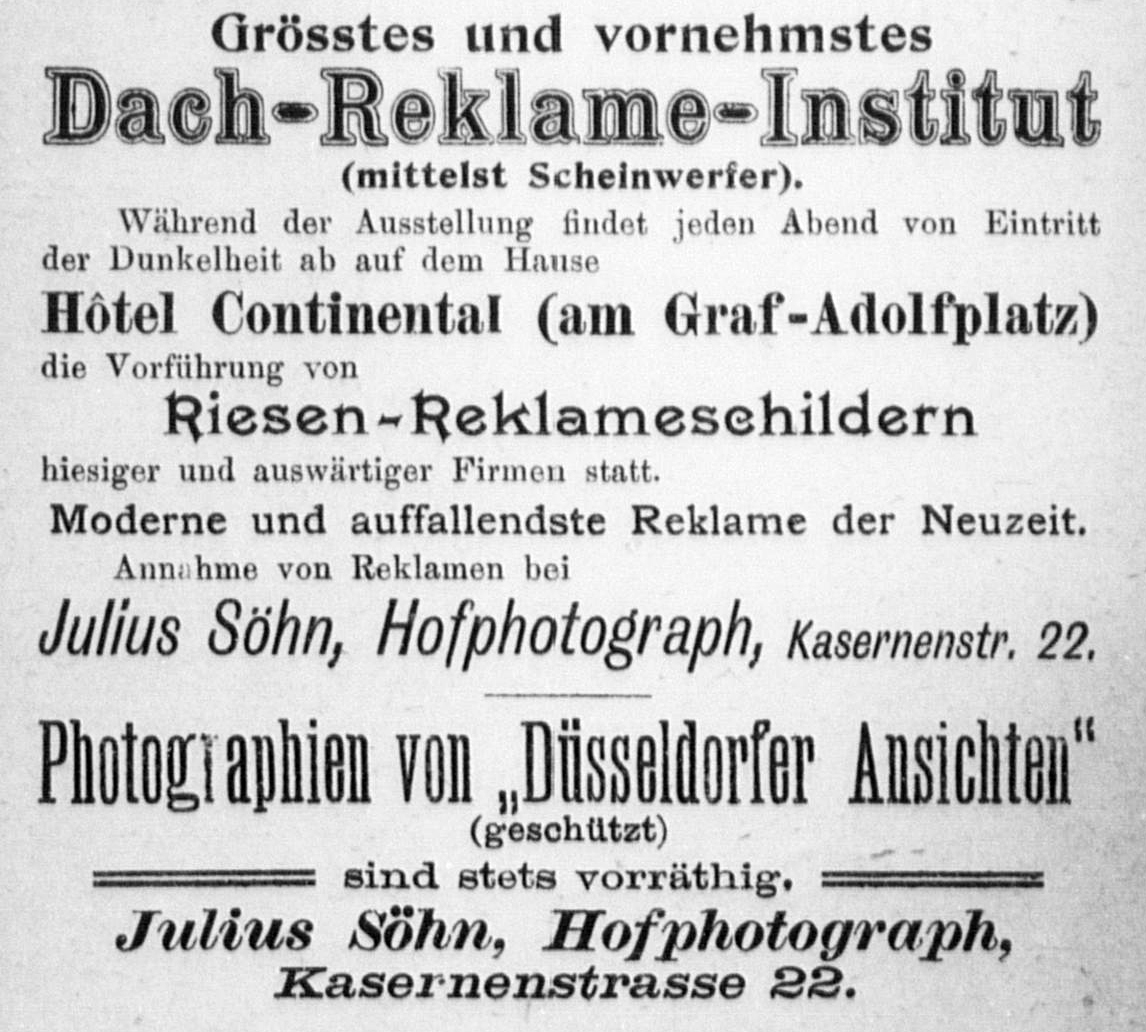
Inserat von 1902

Adolf Julius Söhn (* 12. September 1868 in Saarlouis; † 28. August 1943 in Düsseldorf) war ein Düsseldorfer Fotograf, der 1893 sein erstes Atelier eröffnete und die Bezeichnung Hoffotograf tragen durfte.

## Leben
Julius Söhn gründete 1893 ein Fotostudio in Düsseldorf. Um 1902 befand sich sein Atelier in der Kasernenstraße 22, wo er sowohl Fotografien von „Düsseldorfer Ansichten“ wie auch die Fertigung von „Reklame-Schildern“ anbot und wurde Hoffotograf des Hauses Hohenzollern-Sigmaringen.
Im Juni 1893 hatte Julius Söhn Augusta Amalie Josephine Jansen (1868–1943) geheiratet, die eine Enkelin des Düsseldorfer Malers Peter Schwingen war. Aus der Ehe gingen die Söhne Oskar (1897–1978), Julius und Gerhart hervor. Ein Widmungsexemplar der Industrie- und Gewerbeausstellung Düsseldorf erstellte Söhn für den Großherzog Friedrich von Baden. Zusammen mit seinem Sohn Oskar wurde Julius Söhn 1937 mit der Dokumentation der Ausstellung Schaffendes Volk beauftragt.

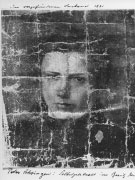
Die Aufnahme des unrestaurierten Schwingen-Selbstporträts

Zu Söhns angeheirateter Familie gehörte der Maler Peter Schwingen. Im Peter-Schwingen-Archiv Söhns blieben zwei Fotografien eines verschollenen Selbstbildnisses Schwingens erhalten, die den Zustand des Gemäldes vor und nach der Restaurierung zeigen. Julius Söhn dokumentierte die ihm zugänglichen Gemälde Schwingens, insbesondere die Porträts der Familie Schwingen, so dass sein Archiv eine wichtige Quelle für die Schwingen-Forschung darstellt. Seinerseits porträtiert wurde Söhn von dem Maler Franzjosef Klemm.
Julius Söhns Nachlass wurde 1975 vom Stadtarchiv Düsseldorf angekauft. Von den etwa 2200 Glasplatten mit Düsseldorfer Motiven aus der Zeit bis etwa 1930 wurden durch die Landesbildstelle Papierabzüge hergestellt, die im Archiv genutzt werden können. Zwischenzeitlich wurde die Fotosammlung Söhn digitalisiert.
Das Geschäft Foto-Söhn wird nach wie vor von Familienangehörigen in Düsseldorf geführt. Es befindet sich seit 1959 in der Flinger Straße 20.

## Rezeption
„…dass Julius Söhn nicht nur durch seine Rolle als Stadtchronist, sondern auch durch die künstlerische Qualität seines Werkes als einer der wichtigsten Düsseldorfer Fotografen anzusehen ist.“